# Carl-Erik Koehler
Carl-Erik Koehler, nemški general, * 3. december 1895, † 8. december 1958.